# Russet Superb (manzana)
Russet Superb es una variedad cultivar de manzano (Malus domestica). 
Un clon Desporte de la variedad de manzana Laxton's Superb, cuya característica diferenciadora es de tener la totalidad de la superficie de piel cubierta de un "russeting" pardo, rugoso, y muy espeso. Descubierto en 1963 por K. Maclean, en la granja frutícola "Crabtree Fruit Farm", Kingston Bagpuize, Abingdon, Berkshire Inglaterra. Las frutas tienen una pulpa firme, de textura fina, muy jugosa con un sabor dulce, agradable y sabor refrescante.

## Historia
'Russet Superb' es un clon Desporte de la variedad de manzana Laxton's Superb, cuya característica diferenciadora es de tener la totalidad de la superficie de piel cubierta de un "russeting" pardo, rugoso, y muy espeso. Clon descubierto en 1963 por K. Maclean, en la granja frutícola "Crabtree Fruit Farm", Kingston Bagpuize, Abingdon, Berkshire Inglaterra (Reino Unido).
'Russet Superb' se cultiva en la National Fruit Collection con el número de accesión: 1969-028 y Accession name: Russet Superb.

## Características
'Russet Superb' árbol de extensión erguida, de vigor moderadamente vigoroso, portador de espuela. Los botones florales pueden aguantar las heladas tardías. Tiene un tiempo de floración que comienza a partir del 9 de mayo con el 10% de floración, para el 14 de mayo tiene una floración completa (80%), y para el 21 de mayo tiene un 90% caída de pétalos.
'Russet Superb' tiene una talla de fruto grande; forma globosa, con una altura de 64.43mm, y con una anchura de 75.14mm; con nervaduras débiles; epidermis con color de fondo es amarillo verdoso, con un sobre color lavado de rojo, importancia del sobre color bajo, y patrón del sobre color rayado / punteado presentando débil lavado rojo con rayas finas más evidente hacia la cara soleada, numerosos puntos de "russeting" que cubre toda la superficie de la piel dando lugar a una mancha parda rugosa espesa, "russeting" (pardeamiento áspero superficial que presentan algunas variedades) muy alto; ojo de tamaño mediano y está cerrado en forma de embudo; pedúnculo largo y delgado, colocado en una cavidad cubierta de "russeting" en forma de embudo; carne es de color crema verdoso y es densa y dulce. Crujiente y no demasiado jugoso. Sabor con un toque de anís. Esencialmente una manzana 'Cox' con un sabor ligeramente diferente.
Su tiempo de recogida de cosecha se inicia a principios de octubre. Se mantiene bien durante tres meses en cámara frigorífica.

## Usos
Una buena manzana de uso de postre fresca en mesa.

## Ploidismo
Diploide, auto estéril. Grupo de polinización: D, Día 13.

## Susceptibilidades
Resistente al mildiu, cancro y algo susceptible a la Sarna del manzano.